# Pena de morte na Letônia
A pena de morte na Letônia foi abolida para crimes comuns em 1999 e por crimes cometidos durante a guerra em 2012.  A Letônia é parte de vários instrumentos internacionais que proíbem a pena de morte. 

## História
A Letônia recuperou a independência em 1991 após a queda da União Soviética. Posteriormente, a pena de morte em casos civis foi reservada para assassinato e o único método de execução, como durante os tempos soviéticos, foi disparar com uma única bala na parte de trás da cabeça. As últimas execuções conhecidas ocorreram em janeiro de 1996.  
Em outubro de 1996, o Presidente Guntis Ulmanis alegou que converteria qualquer sentença de morte a um período de prisão.  
A Letônia continuou a proferir sentenças de morte até 1998. Em 15 de abril de 1999, a pena de morte em tempo de paz foi abolida pela ratificação do Protocolo nº 6 da Convenção Européia de Direitos Humanos. Em 2002, a Letônia assinou o Protocolo n.º 13 à CEDH, relativo à abolição da pena de morte em todas as circunstâncias. A lei sobre a ratificação do Protocolo 13 foi adotada em 13 de outubro de 2011 e o protocolo foi ratificado em 26 de janeiro de 2012. O protocolo 13 entrou em vigor em 1 de maio de 2012.  
A Letônia foi o último país da União Europeia a reter a pena de morte por assassinato em tempo de guerra,   até a abolição total em 2012.  A Letônia aderiu ao Segundo Protocolo Facultativo ao Pacto Internacional sobre Direitos Civis e Políticos em 2013. 